# 东平故城
东平故城或称宿城故城、东平国故城，位于山东省泰安市东平县东平街道宿城村西北，东平故城是周代宿国都城、汉魏东平国治所、西晋东平郡治所、隋代宿城县治所的遗址。中华人民共和国建立之后，先后在东平故城出土了大量青铜器、虎符、货币铸范等文物。1977年被列入山东省省级文物保护重点单位。。